# Willie Wood
Pour les articles homonymes, voir Wood.
Pro Football Hall of Fame 1989
(en) Statistiques sur pro-football-reference
William Vernell Wood Sr., dit Willie Wood, né le 23 décembre 1936 à Washington et mort le 3 février 2020 dans la même ville, est un joueur et entraîneur américain de football américain.
Il a joué pour les Trojans de l'université de Caroline du Sud et devient le premier quarterback afro-américain à évoluer au sein de ce qui est actuellement la conférence Pacific 12.
Il n'est pas sélectionné lors de la draft 1960 de la NFL (en) mais est engagé comme safety par la franchise des Packers de Green Bay de la National Football League (NFL). Il y joue de 1960 à 1971 et y remporte cinq titres de champion NFL (1961, 1962, 1965, 1967) et les Super Bowls I et II.
Par la suite, il devient entraîneur en NFL mais également en World Football League et en Ligue canadienne de football.
Comme joueur, il est sélectionné à huit reprises pour le Pro Bowl. Il est également sélectionné à neuf reprises dans les 1re ou 2e équipes All-Pro.
Il est intronisé au Pro Football Hall of Fame en 1989,.

## Biographie

### Carrière en NCAA
Après avoir été diplômé de l'Armstrong Manual Training School (en) de Washington en 1956, Willie Wood part vers la côte ouest où il joue au football américain universitaire pour des équipes de la Californie du Sud. Il joue lors de son année freshman au West Hills College de Coalinga (en) et y est reconnu comme joueur All-American.
Il est ensuite transféré et joue pour les Trojans de l'université de Caroline du Sud à Los Angeles en 1957 sous les ordres de l'entraîneur principal Don Clark (en). Il y devient le premier quarterback afro-américain à jouer au sein de la Pacific Coast Conference (en), actuelle Pacific 12.
Lors de son année junior en 1958, il ne joue pas à cause d'une blessure à l'épaule et comme senior en 1959, il se déboîte son épaule droite et manque quelques matchs.

### Carrière en NFL
Willie Wood n'est pas sélectionné lors de la draft 1960 de la NFL et il envoie un courrier à l'entraîneur principal Vince Lombardi afin qu'il puisse effectuer un essai chez les Packers de Green Bay. Ils le signent ensuite comme agent libre pour commencer la saison 1960. Après quelques jours au sein de l'escouade des quarterbacks, il demande sa mutation en défense et est repositionné comme free safety. Il commence la saison à ce poste et y devient titulaire au fil des matchs. Il le restera jusqu'à la fin de sa carrière en 1971.
Il reçoit neuf récompenses au cours des neufs saisons NFL, participe à huit Pro Bowl, et remporte cinq des six finales de championnat NFL auxquelles il participe (il ne gagne pas celle de la saison 1960).
Willie Wood est titulaire au poste de free safety pour les Packers à l'occasion du Super Bowl I joué contre les Chiefs de Kansas City et du Super Bowl II joué contre les Raiders dOakland. Lors du Super Bowl, il effectue une interception cruciale en seconde période qui met fin à tout suspens et qui permet aux Packers de remporter le match,,. Lors du Super Bowl II, il retourne cinq punts pour un gain cumulé de 35 yards dont un retour de 31 yards qui restera longtemps le record NFL pour un retour de punt à l'occasion d'un Super Bowl. Ce record est battu par Darrell Green à l'occasion du Super Bowl XVIII et passe alors à 34 yards. Il détient le record NFL de la saison 1962 au nombre d'interceptions et au nombre de yards gagnés lors des retours de punt.
En 12 saisons NFL, il totalise 48 interceptions (dont 2 transformées en touchdowns) qu'il retourne pour un gain cumulé de 699 yards. Il aura également gagné 1391 yards et inscrits deux autres touchdowns à l'occasion de 187 retours de punt. Il détient le record NFL du nombre de matchs commencés comme titulaire pour le poste de safety.
Willie Wood prend sa retraite comme joueur professionnel après la saison 1971. Il est intronisé au Pro Football Hall of Fame en 1989, et au Packers Hall of Fame en 1977.

### Carrière d'entraîneur
Après sa retraite en janvier 1972, Willie Wood devient entraîneur adjoint des defensive backs des Chargers de San Diego. Avant le début de la saison 1975 de la World Football League, il occupe le poste de coordinateur défensif des Bell de Philadelphie (en) mais fin juillet, quelques jours avant le premier match de la saison, il est nommé entraîneur principal. Il devient le premier afro-américain nommé à ce poste pour le football américain professionnel de l'ère moderne La saison ne dure que onze matchs puisque la ligue cesse ses activités en octobre 1972.
Willie Wood occupe ensuite le poste d'entraîneur adjoint de Forrest Gregg (un ancien équipier à Green Bay) au sein des Argonauts de Toronto de la Ligue canadienne de Football. Lorsque Gregg quitte Toronto pour la NFL et la franchise des Bengals de Cincinnati en 1980, Wood devient le premier noir entraîneur principal d'une équipe de la CFL. Après un bilan provisoire de dix défaites sans victoire en 1981, il est licencié,.

### Vie privée
Son fils, Willie Wood Junior, a joué en 1992 et en 1993 et entraîné plus tard les Firebirds de l'Indiana de l'Arena Football League. Après avoir été également entraîneur de la Woodrow Wilson High School (en) à Washington, Wood Junior fut également entraîneur des wide receivers, des defensive backs et des équipes spéciales des Gladiators de Cleveland en Arena Football League.
Willie Wood déménage à Washington D.C. où il subit une chirurgie de remplacement du genou.
Dans ses dernières années, il souffrait de démence,,.
Willie Wood décède de mort naturelle le 3 février 2020 dans un centre de vie assistée à Washington D.C. à l'âge de 83 ans,. L'autopsie réalisée par un neuropathologiste de l'université de Boston révèle que Wood était atteint d'une encéphalopathie traumatique chronique (ETC) sévère (stade 4), une maladie dégénérative du cerveau liée à des coups répétés à la tête.

## Hommage
En mars 2012, une rue du nord ouest de Washington D.C. est renommée « Willie Wood Way ».